# 娯楽の殿堂
『娯楽の殿堂』（ごらくのでんどう）は、嘉門達夫（現：嘉門タツオ）10枚目のオリジナル・アルバム。
1995年1月1日にビクターエンタテインメントから発売された。

## 概要
『NIPPONの楽しみ』から1年3ヶ月振りの新作。4曲のシングル曲を収録。
1994年に実施された月刊CD発売企画「MONTHLY TATSUO KAMON」（マンスリー タツオ カモン）のリリース最終作として発表。

## 収録曲
1. クジラ
作詞：尾鷲のCR-X、作曲・編曲：嘉門達夫
2. 芸能人に気をつけな!
作詞：嘉門達夫、作曲：井上大輔、編曲：工藤隆
3. かけつけ三杯
作：尾鷲のCR-X
4. 言えますか? (DANCE MIX)
作詞：嘉門達夫 & 参勤交代、作曲・編曲：工藤隆
5. シャワー浴びてくる
作詞：嘉門達夫、作曲・編曲：工藤隆
6. 結婚の条件
作：尾鷲のCR-X
7. 究極のマーフィーの法則
作詞：嘉門達夫 & 爆裂組、作曲：嘉門達夫、編曲：神林早人
8. 日本世間話
作詞：嘉門達夫、作曲・編曲：工藤隆
9. アソコに毛がはえた (エリーゼのために)
作詞：嘉門達夫、作曲：LUDWIG VAN BEETHOVEN、編曲：工藤隆
10. H系
作詞：嘉門達夫、作曲・編曲：工藤隆
11. カゼ薬
作詞：大町守、作曲・編曲：嘉門達夫
12. ススメ
作詞：斎藤和典・嘉門達夫、作曲：池毅・嘉門達夫、編曲：工藤隆
13. ネコニャンニャンニャン (達夫 & 伸郎バージョン)
  - 「魚屋のおっさんの唄」作詞：清水国明、作曲：原田伸郎
  - 「赤とんぼの唄」作詞：清水国明、作曲：原田伸郎

作詞：犀泪弾、作曲：鹿王院嵐山、編曲：工藤隆、脚色：嘉門達夫
14. ときめきのワイドショー (賣物ブギ)
作詞：島武実、作曲：宇崎竜童、編曲：工藤隆、脚色：嘉門達夫
15. 信号機
作詞：荷塚虎太郎、作曲・編曲：嘉門達夫
16. Do You Remember?
作詞・作曲：嘉門達夫、編曲：工藤隆
17. 笑うな
作詞：高野孝敏、作曲・編曲：嘉門達夫
18. アイしてりんこ スキりんこ
作詞・作曲：嘉門達夫・斎藤和典、編曲：工藤隆
19. プッスーン
作詞・作曲：嘉門達夫、編曲：工藤隆
20. 何かいいこと起こりそう
作詞：嘉門達夫、作曲：井上大輔、編曲：工藤隆
21. 丁寧と乱暴が同居する男
作：嘉門達夫・藤井秀樹
22. サザン替え唄大メドレー (アルバム・バージョン)
  - 「サザン替え歌大メドレー・エンディングテーマPART2」作詞・作曲・編曲：嘉門達夫

作詞・作曲：桑田佳祐、編曲：工藤隆、脚色：嘉門達夫 & 参勤交代
23. 総理
作：岡戸孝宏
24. 歴代日本の首相の覚え方
作詞・作曲・編曲：嘉門達夫、原案：アレー・ヒエダ